# Fannia tumidifemur
Fannia tumidifemur är en tvåvingeart som beskrevs av Stein 1911. Fannia tumidifemur ingår i släktet Fannia och familjen takdansflugor. Inga underarter finns listade i Catalogue of Life.